# Sam Angel
Sam Angel (30 november, 1920 - 21 maart, 2007) was een professionele pokerspeler uit de Verenigde Staten. Angel stond vooral bekend om zijn kennis van de pokervariant Razz. Zijn beide World Series of Poker titels komen ook voort uit Razz toernooien.
Angel won ook een Razz toernooi tijdens de Super Bowl of Poker in 1981 en won hiermee $57.000. Tijdens de World Series of Poker 1984 eindigde hij als 2e, achter Dewey Tomko, in het $10.000 No Limit Deuce to Seven Draw-toernooi.

## World Series of Poker bracelets
| Jaar | Toernooi    | Prijs   |
| ---- | ----------- | ------- |
| 1973 | $1.000 Razz | $32.000 |
| 1975 | $1.000 Razz | $17.000 |